# Polizia giapponese
La polizia giapponese (日本の警察?, Nihon no keisatsu) è la principale forza di polizia del Giappone. È sotto il comando della Commissione nazionale per la pubblica sicurezza, assicurando così il fatto che la polizia giapponese è un corpo apolitico e libero da un controllo diretto del governo. È controllata da un corpo giudiziario indipendente e monitorata da una stampa libera ed attiva.

## Storia
Il governo giapponese istituì un corpo di polizia in stile europeo nel 1874, sotto il diretto controllo dell'Ufficio di polizia del Ministero dell'interno, allo scopo di porre fine alle agitazioni interne e mantenere l'ordine durante la restaurazione Meiji. A partire dagli anni ottanta dell'Ottocento, la polizia si è sviluppata in un organismo nazionale di controllo governativo, rappresentando un sostegno per i leader locali e rafforzando la moralità pubblica. Gli agenti agivano come pubblici amministratori, facilitando unificazione e modernizzazione. Specialmente nelle aree rurali, la polizia aveva grande autorità e veniva riverita e temuta al pari dei capi villaggio. Il loro sempre maggior coinvolgimento nelle questioni politiche fu uno degli elementi che contribuì alla formazione di uno stato autoritario nella prima metà del ventesimo secolo.
Il sistema centralizzato di polizia acquisì sempre maggiori poteri, fino a controllare la maggior parte degli aspetti della vita quotidiana, come la prevenzione degli incendi e la mediazione nelle dispute di lavoro. Il sistema regolava la salute pubblica, il commercio, le fattorie e le costruzioni, oltre ad emettere permessi e licenze. La Legge per la Preservazione della Pace del 1925 autorizzò la polizia ad arrestare chiunque per il reato di "opinione inappropriata". La Polizia Speciale Superiore (Tokko) venne costituita allo scopo di tenere sotto controllo il contenuto degli incontri politici e delle campagne elettorali. La Polizia militare dell'Esercito imperiale giapponese (Kempeitai) e la Tokeitai della Marina imperiale giapponese, operando al servizio dei loro rispettivi corpi e dei Ministeri della Giustizia e dell'Interno, aiutavano la polizia civile a limitare ogni attività politica proibita. Dopo l'incidente della Manciuria del 1931, la polizia militare incrementò ancora di più la propria autorità, arrivando a competere con la propria controparte civile. Dopo il 1937, la polizia dirigeva l'attività commerciale per lo sforzo bellico, mobilitava le attività lavorative e teneva sotto controllo i mezzi di trasporto.
Dopo la resa del Giappone nel 1945, alla fine della seconda guerra mondiale, le Autorità di occupazione mantennero la struttura prebellica della polizia, fino a quando la Dieta, con una legge del 1947, istituì un nuovo ed implementato Sistema. Contrariamente alle aspettative giapponesi, che auspicavano per una forza di polizia forte e centralizzata, che potesse affrontare le dure condizioni del dopoguerra, il sistema di polizia venne decentralizzato. Una forza di circa milleseicento dipendenti municipali venne distaccata nelle città e nei villaggi con cinquemila o più abitanti e venne organizzata una Polizia Rurale Nazionale per prefettura. Il controllo civile della polizia venne garantito sottoponendola alla giurisdizione delle commissioni per la sicurezza pubblica controllate dalla Commissione nazionale per la sicurezza pubblica giapponese nell'Ufficio del primo ministro. Il Ministero dell'Interno fu abolito e rimpiazzato dal meno potente Ministero per gli Affari Interni e la Polizia fu liberata della responsabilità sulla prevenzione degli incendi, sulla salute pubblica e sugli altri doveri amministrativi.
Quando la maggior parte delle forze di occupazione fu trasferita in Corea, negli anni 1950-51, la Polizia Nazionale di Riserva, forte di settantacinquemila uomini, venne costituita per appoggiare la polizia ordinaria durante i disordini pubblici e si tornò a chiedere a gran voce un sistema centralizzato più compatibile con le preferenze della politica giapponese. Nel 1951 la Legge di Polizia del 1947 fu emendata: si permetteva ora alla Polizia municipale delle comunità più piccole di fondersi con la Polizia Rurale Nazionale. Molte scelsero questa opzione e, nel 1954, solo quattrocento tra città e villaggi avevano un proprio corpo di polizia. In seguito all'emendamento della Legge di Polizia del 1954, una ristrutturazione finale creò un sistema ancora più centralizzato in cui le forze locali di polizia venivano organizzate, per prefetture, sotto il controllo dell'Agenzia nazionale di polizia.
La revisionata Legge del 1954, ancora in vigore negli anni novanta, preserva alcuni importanti cardini del sistema postbellico, in particolare quelle caratteristiche che garantiscono un controllo civile e una politica neutrale incoraggiando la centralizzazione. Il sistema della Commissione nazionale per la pubblica sicurezza era stato mantenuto. La responsabilità statale sul mantenimento dell'ordine pubblico era stata resa più chiara in modo da comprendere il coordinamento delle forze nazionali e locali. Fu centralizzato il sistema delle comunicazioni e delle informazioni, mentre vennero stabiliti degli standards per quanto riguarda l'addestramento, le uniformi, la gerarchia, la paga e le promozioni. Le forze di Polizia rurale e municipale furono abolite e integrate nelle forze prefetturali, le quali gestivano le basilari questioni di polizia. In vari Ministeri e Agenzie, Ufficiali e Ispettori continuarono a esercitare le speciali funzioni di polizia a loro assegnate dalla Legge del 1947.

## Organizzazione
Secondo i dati del 2010, la forza totale raggiunge approssimativamente 291.475 unità di personale. L'NPA ha in totale 7.709 unità con 1.969 agenti di polizia, 901 guardie imperiali e 4.839 civili. La polizia prefetturale totale è di circa 283.766 unità, con 255.156 agenti di polizia e 28.610 civili.
A livello nazionale, vi sono circa 14.900 agenti di polizia femminili e circa 11.800 civili femminili.

### Livello nazionale

#### Commissione nazionale per la pubblica sicurezza
Lo scopo della Commissione nazionale per la pubblica sicurezza è quello di garantire la neutralità della polizia, tutelandola da ogni tipo di pressione politica e garantendo il rispetto dei metodi democratici nella sua amministrazione. La principale funzione della Commissione è quella di controllare l'Agenzia nazionale di polizia e ha l'autorità di nominare gli ufficiali o decretarne le dimissioni. La Commissione è formata da un Presidente, il quale detiene la carica di Ministro di Stato, e da cinque membri designati dal Primo Ministro con il consenso di entrambe le Camere della Dieta. La Commissione è indipendente dal Gabinetto, ma accordo e coordinazione sono facilitati dal fatto che il Presidente è anche un membro dello stesso.

#### Agenzia nazionale di polizia
Come istituzione centrale di coordinamento per l'intero sistema di Polizia, l'Agenzia nazionale di polizia (警察庁?, Keisatsuchō) ne determina standard e orientamento generali. La direzione dettagliata delle operazioni è delegata ai livelli più bassi. In una situazione di emergenza nazionale o di grave disastro, l'Agenzia è autorizzata ad assumere il controllo delle forze di polizia prefetturali. Nel 1989, l'Agenzia era formata da circa millecento impiegati, autorizzati a raccogliere informazioni e a mettere in atto le direttive nazionali. L'Agenzia è gestita dal Keisatsuchō-chōkan (vedere sezione "gradi") eletto dalla Commissione nazionale con l'approvazione del primo ministro.
L'Ufficio centrale comprende la segreteria, con sottosezioni incaricate per la gestione delle operazioni generali, della pianificazione, dell'informazione, della finanza, del management, della fornitura e della distribuzione dell'equipaggiamento di polizia, oltre a cinque Uffici.

#### Ufficio amministrazione
L'Ufficio dell'amministrazione si occupa del personale di polizia, della loro educazione e addestramento e delle ispezioni alle unità.

#### Ufficio investigazione
L'Ufficio investigazione si occupa della ricerca statistica e dei casi di importanza nazionale e internazionale. Il Dipartimento di sicurezza dell'Ufficio è responsabile per la prevenzione dei crimini, per la lotta alla delinquenza giovanile e per il controllo dell'inquinamento. L'Ufficio investigazione, inoltre, supervisiona la legislazione sulle armi da fuoco, sugli esplosivi, il cibo, le droghe e i narcotici. L'Ufficio Comunicazioni supervisiona i sistemi di comunicazione della polizia. Ci sono anche nove squadre in servizio attivo:
- 1ª Divisione: Omicidi e armi non registrate
- 2ª Divisione: Furti e crimini sessuali
- 3ª Divisione: Sostanze illegali e crimine organizzato
- 4ª Divisione: Furti d'appartamento, rapimenti e ricatti
- 5ª Divisione: Bombe ed esplosivi
- 6ª e 8ª Divisione: Unità Speciali
- 7ª Divisione: Crimini finanziari
- 9ª Divisione: Crimine informatico

#### Ufficio gestione del traffico

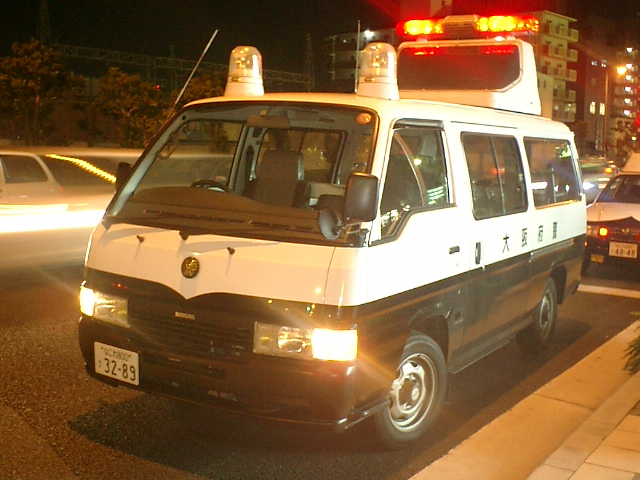
Nissan Caravan della polizia giapponese ad Osaka.

L'Ufficio per il traffico rilascia le licenze di guida, fa rispettare le leggi per la sicurezza stradale e dirige il traffico. Sia a livello nazionale che prefetturale, vengono spesso organizzate campagne di sensibilizzazione sulla sicurezza stradale e la guida prudente. L'Ufficio della divisione autostrade si dedica alla particolare condizione del crescente sistema autostradale nazionale.

### Ufficio sicurezza
L'Ufficio sicurezza supervisiona ed implementa il protocollo per la gestione della sicurezza pubblica. Conduce ricerche sulle tattiche e sull'equipaggiamento per la gestione dei tumulti e coordina le attività delle Unità antisommossa. L'Ufficio sicurezza è anche responsabile dell'intelligence per quanto riguarda gli stranieri e i gruppi politici radicali, compresa l'attività investigativa sulle violazioni della Legge per l'Immigrazione. L'Ufficio mette anche in atto le procedure di sicurezza in caso di emergenze nazionali e disastri naturali.

#### Uffici regionali di pubblica sicurezza
L'Agenzia nazionale ha diversi Uffici regionali (管区警察局?, Kanku keisatsu kyoku, lett. "Ufficio di polizia di giurisdizione"), responsabile ciascuno di un certo numero di prefetture. Sono organizzati al modo dell'Ufficio Centrale e ciascun Ufficio è controllato da un Direttore. Sono localizzati nelle maggiori città di ogni regione. Il Dipartimento della Polizia metropolitana di Tokyo e i Quartier generali della polizia prefetturale di Hokkaidō non sono sotto la giurisdizione degli uffici regionali.
Ad ogni Ufficio Regionale è collegata una Scuola di Polizia, che provvede a fornire agli agenti di polizia la necessaria competenza e il necessario addestramento.
Uffici regionali di polizia:
- Tohoku: Aomori, Iwate, Miyagi, Akita, Yamagata e le prefetture di Fukushima
- Kinki: Shiga, Kyoto, Osaka, Hyogo, Nara e le prefetture di Wakayama
- Shikoku: Tokushima, Kagawa, Ehime e le prefetture di Kochi
- Kantō: Ibaraki, Tochigi, Gunma, Saitama, Chiba, Kanagawa, Niigata, Yamanashi, Nagano e le prefetture di Shizuoka
- Chubu: Toyama, Ishikawa, Fukui, Gifu, Aichi e le prefetture di Mie
- Kyūshū: Fukuoka, Saga, Nagasaki, Kumamoto, Ōita, Miyazaki, Kagoshima e le prefetture di Okinawa
- Chūgoku: Tottori, Shimane, Okayama, Hiroshima e le prefetture di Yamaguchi

#### Divisioni per le comunicazioni di polizia
La Metropoli di Tokyo e l'isola di Hokkaidō sono escluse dalle giurisdizioni regionali e sono gestite in maniera più autonoma delle altre forze di polizia: nel caso di Tokyo per la sua particolare situazione urbana, nel caso di Hokkaido per la sua condizione geografica. L'Agenzia Nazionale mantiene Divisioni di Comunicazione in queste due aree, allo scopo di gestire eventuali bisogni di coordinamento tra forze nazionali e locali.

#### Guardia imperiale
La Guardia imperiale (近衛師団?, Konoe Shidan) è un'organizzazione dedita alla protezione dell'Imperatore del Giappone, della sua famiglia, dei palazzi e di altre proprietà imperiali. Formata originariamente come un'unità all'interno dell'esercito imperiale giapponese, fu sciolta alla fine della Seconda guerra mondiale, prima di essere rimpiazzata da un'omologa forza civile nel 1947. Divenne parte dell'Agenzia nazionale di polizia nel 1954.
La Guardia imperiale conta agenti che vigilano sulla sicurezza dell'Imperatore, dell'Imperatrice, del principe ereditario e degli altri membri della famiglia imperiale. La Guardia ha anche il compito di proteggere le proprietà imperiali, come il Palazzo imperiale di Tokyo, il Palazzo imperiale di Kyoto, il Repositorio imperiale di Shōsō-in a Nara e le ville imperiali di Katsura e Shugakuin a Kyoto, di Hayama e di Nasu.
La Guardia imperiale mantiene anche un'unità di polizia a cavallo con 14 cavalli da usare come guardie d'onore nelle cerimonie di Stato. In aggiunta ai loro compiti di sicurezza, le guardie imperiali sono responsabili anche delle attività antincendio all'interno dei terreni del Palazzo imperiale, e sono dotati a tale scopo di autopompe e personale addestrato.

### Livello locale

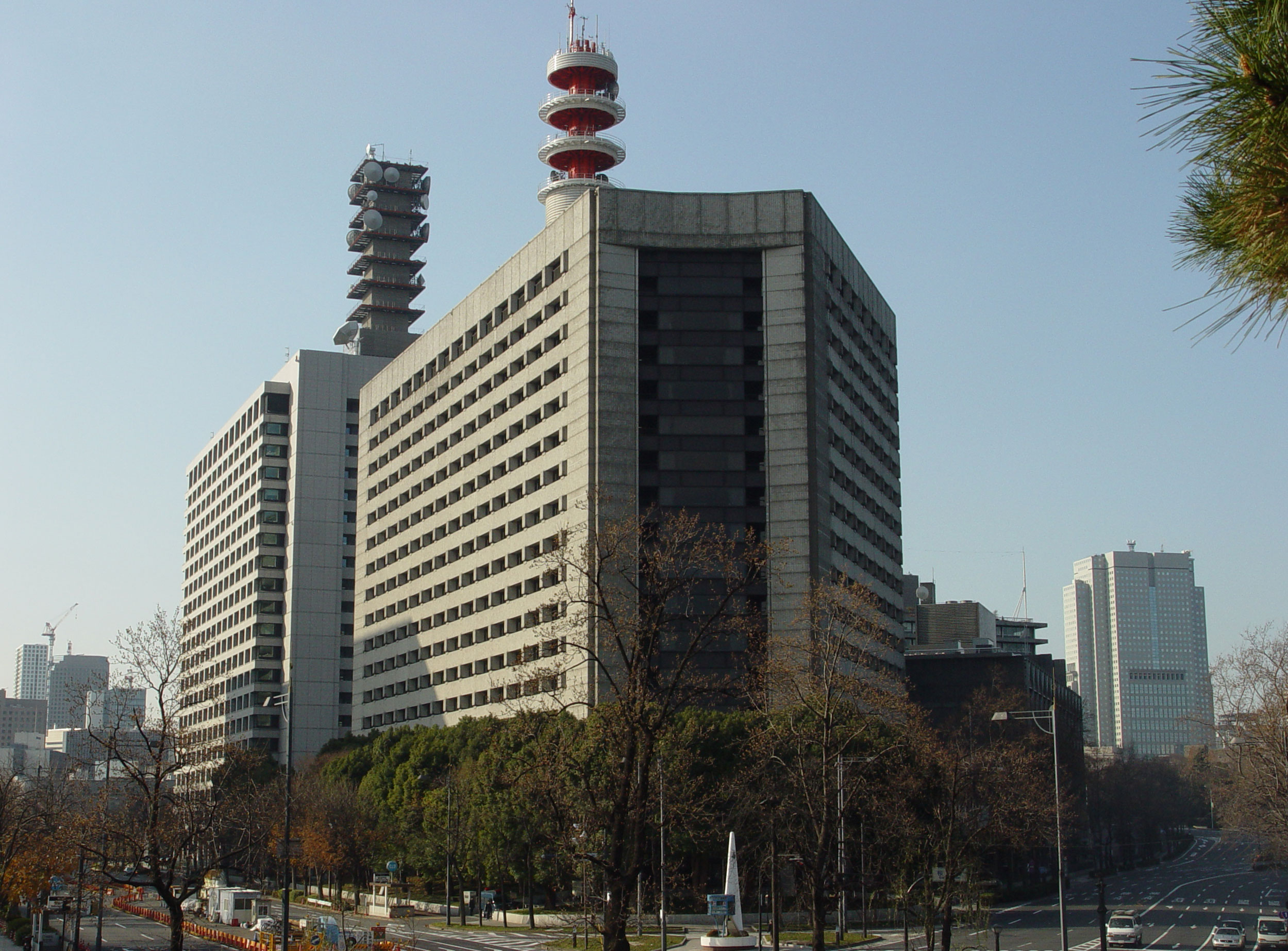
Ufficio della Polizia metropolitana di Tokyo a Kasumigaseki.

Ci sono circa 292.000 agenti di polizia a livello nazionale, di cui il 97 per cento circa sono affiliati alle forze di polizia locali. Queste includono:
- quarantatré Dipartimenti di polizia prefetturali (ken), la Polizia prefettizia giapponese;
- un Dipartimento di Polizia metropolitana (to) a Tokyo;
- due Dipartimenti di polizia prefetturali urbani (fu), a Osaka e Kyoto; e
- un Dipartimento di polizia distrettuale (dō), nell'Hokkaidō.

In linea di principio, questi dipartimenti di polizia sono responsabili per tutte le azioni di polizia all'interno della loro giurisdizione, ma la maggior parte delle attività importanti sono regolate dall'Agenzia nazionale di polizia. Gli agenti di polizia il cui grado è più alto di quello di assistente commissario (警視正?, Keishi-sei) sono stipendiati dal bilancio nazionale, anche se appartengono ai dipartimenti di polizia locali. La designazione e la destituzione di questi agenti di grado elevato sono delegate alla Commissione nazionale per la pubblica sicurezza.
L'Agenzia fornisce anche i fondi per le attrezzature (come i sistemi radio), le attività antisommossa, le operazioni di scorta, i compiti di protezione civile, e per la sicurezza interna e i casi di giurisdizione multipla. Gli statuti e i regolamenti nazionali di polizia stabiliscono le allocazioni per consistenza e grado di tutto il personale locale e le ubicazioni delle stazioni locali di polizia. La polizia prefetturale finanzia e controlla gli agenti di pattuglia nei quartieri, il controllo del traffico, le indagini penali e le altre operazioni quotidiane.
Ciascuna sede centrale della polizia prefetturale contiene divisioni amministrative che corrispondono a quelle degli uffici dell'Agenzia nazionale di polizia. Le sedi centrali sono dotate di specialisti nelle funzioni essenziali di polizia e amministrative e sono comandate da un ufficiale nominato dall'ufficio locale della Commissione nazionale per la pubblica sicurezza. La maggior parte degli arresti e delle indagini sono eseguiti da ufficiali della polizia prefetturale (e, nelle grandi giurisdizioni, dai poliziotti assegnati alle sottostazioni), che sono assegnati a una più località centrali all'interno della prefettura. Gli agenti esperti sono organizzati in uffici funzionali e nei loro settori gestiscono tutto tranne i problemi più comuni.

#### Indagine penale
Nell'Impero giapponese, l'indagine penale era presieduta dai procuratori, come il ministère public nell'ordinamento francese. Poi, con la Legge di polizia del 1947 e il Codice di procedura penale del 1948, la responsabilità dell'indagine è stata affidata interamente agli agenti di polizia. Al fine di adempiere a questa responsabilità, furono creati Dipartimenti o Uffici d'indagine penale (Polizia giudiziaria) in ogni organizzazione di polizia. Dopo l'entrata in vigore della Legge di polizia emendata del 1954, questi dipartimenti furono supervisionati dal Ufficio per gli affari penali dell'Agenzia nazionale di polizia.
I Dipartimenti o Uffici d'indagine penale mantengono due Divisioni investigative (捜査課?, Sousa-ka) (terze o anche quarte Divisioni sono istituite in qualche prefettura urbana), una Divisione per le indagini sul crimine organizzato (組織犯罪対策部?, 組織犯罪対策課, Soshikihanzai-taisaku-ka) (rafforzata come dipartimento o quartier generale indipendente nel DPMT e in qualche prefettura), un'Unità investigativa mobile e una Divisione per le identificazioni (鑑識課?, Kanshiki-ka). Le Unità investigative mobili (機動捜査隊?, 機動捜査隊, Kidō Sousa-tai) sono unità primarie di reazione per le indagini penali iniziali, distribuite tra la regione con auto civetta. Le Squadre speciali investigative (特殊事件捜査係?, Tokushu-jiken Sousa-kakari) sono unità investigative specializzate delle Prime divisioni investigative, molto esperte in nuove tecnologie e tattiche speciali incluse le capacità delle SWAT.

#### Pubblica sicurezza

##### Sicurezza collettiva

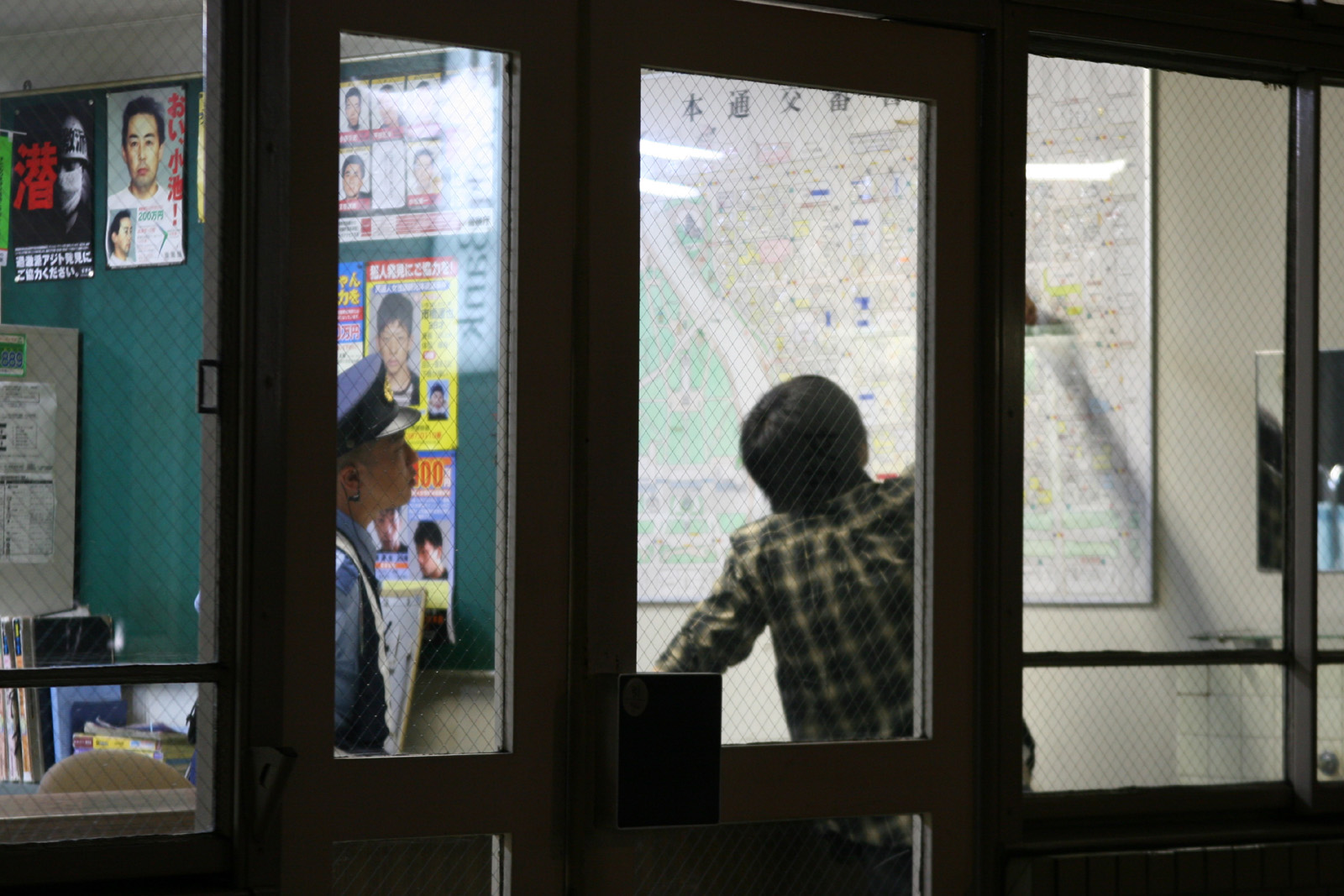
Agente che fornisce assistenza in una stazione di polizia a Hiroshima, vicino a Hondori.

I kōban sono sottostazioni vicine ai maggiori snodi di trasporto e centri commerciali e nei quartieri residenziali. Formano la prima linea di risposta della polizia al pubblico. Il sistema dei kōban è composto da circa 6.500 cabine di polizia (kōban) e circa 7.600 cabine di polizia residenziali (chūzaisho). I kōban sono dotati di un numero relativamente piccolo di agenti di polizia (solitamente 3-5); un chūzaisho di solito è dotato di un unico agente. Circa il 20 per cento del totale degli agenti della forza di polizia sono assegnati ai kōban. Dotati di agenti che lavorano in turni di otto ore, servono da base per le pattuglie a piedi e di solito hanno attrezzature sia per dormire che per mangiare in servizio, ma non di guardia. Nelle aree rurali, gli uffici di solito sono dotati di un solo agente di polizia che risiede in alloggi adiacenti per famiglie. Questi agenti si sforzano di diventare una parte della collettività, e le loro famiglie spesso aiutano a svolgere compiti ufficiali.
La vigilanza nei kōban e nei chūzaisho è mantenuta stando di guardia in piedi davanti o seduto dentro, consentendo agli agenti di polizia di rispondere immediatamente a qualsiasi incidente. Pur mantenendo una guardia costante, essi svolgono una miriade di altri compiti di routine, come ricevere le denunce di crimini dai cittadini, gestire gli oggetti smarriti, consigliare i cittadini in difficoltà e dare indicazioni.
Fuori dei loro kōban e chūzaisho, gli agenti di polizia pattugliano le loro zone o a piedi, in bicicletta o in auto. Mentre sono di pattuglia, acquisiscono una conoscenza precisa della topografia e del terreno dell'area, interrogano le persone dall'aspetto sospetto, forniscono assistenza e disciplina del traffico, istruiscono i minori, soccorrono i feriti, avvisano i cittadini dei pericoli imminenti e proteggono i bambini smarriti e quelli influenzati o intossicati.
Le autopattuglie munite di radio sono schierate in ciascun quartier generale di polizia prefetturale, stazione di polizia, kōban e chūzaisho. Gli agenti di polizia le usano per i pattugliamenti di routine e il pronto intervento. Queste auto rimangono in costante contatto radio con la loro stazione di polizia e il centro del comando comunicazioni del quartier generale di polizia prefetturale. Quando viene riferita un'emergenza, questa capacità di pronto intervento gioca un ruolo essenziale nella rapida risoluzione di tali incidenti.
Gli agenti assegnati ai kōban hanno una conoscenza intima delle loro giurisdizioni. Uno dei loro compiti primari è condurre due volte all'anno ispezioni residenziali casa per casa delle abitazioni nelle loro aree, momento nel quale il capofamiglia a ogni indirizzo riempie una scheda informativa sulla residenza dettagliando i nomi, le età, le occupazioni, gli indirizzi lavorativi e i numeri di registrazione dei veicoli degli occupanti della famiglia e i nomi dei parenti che vivono altrove. La polizia prende particolare nota dei nomi degli anziani o di quelli che vivono da soli che potrebbero avere bisogno di particolare attenzione nel corso di un'emergenza. Conduce ispezioni delle aziende locali e registra i nomi e gli indirizzi dei dipendenti, oltre a dati come gli stabilimenti che restano aperti fino a tardi e i dipendenti che ci si potrebbe aspettare che lavorino fino a tardi. La partecipazione all'ispezione è volontaria, e la maggior parte dei cittadini coopera, ma un segmento crescente della popolazione è giunto a considerare le ispezioni come invasions della privacy.
Le informazioni ottenute attraverso le ispezioni non sono centralizzate, ma immagazzinate in ciascuna cabina di polizia, dove si usano primariamente come aiuto per localizzare le persone. Quando si verifica un crimine o è in corso un'indagine, tuttavia, questi incartamenti sono inestimabili per stabilire i dati di fondo per un caso. Gli specialisti delle stazioni di polizia del quartiere passano un tempo considerevole facendo una cernita tra i dati male archiviati tenuti nelle cabine di polizia.

##### Controllo antisommossa e antiterrorismo

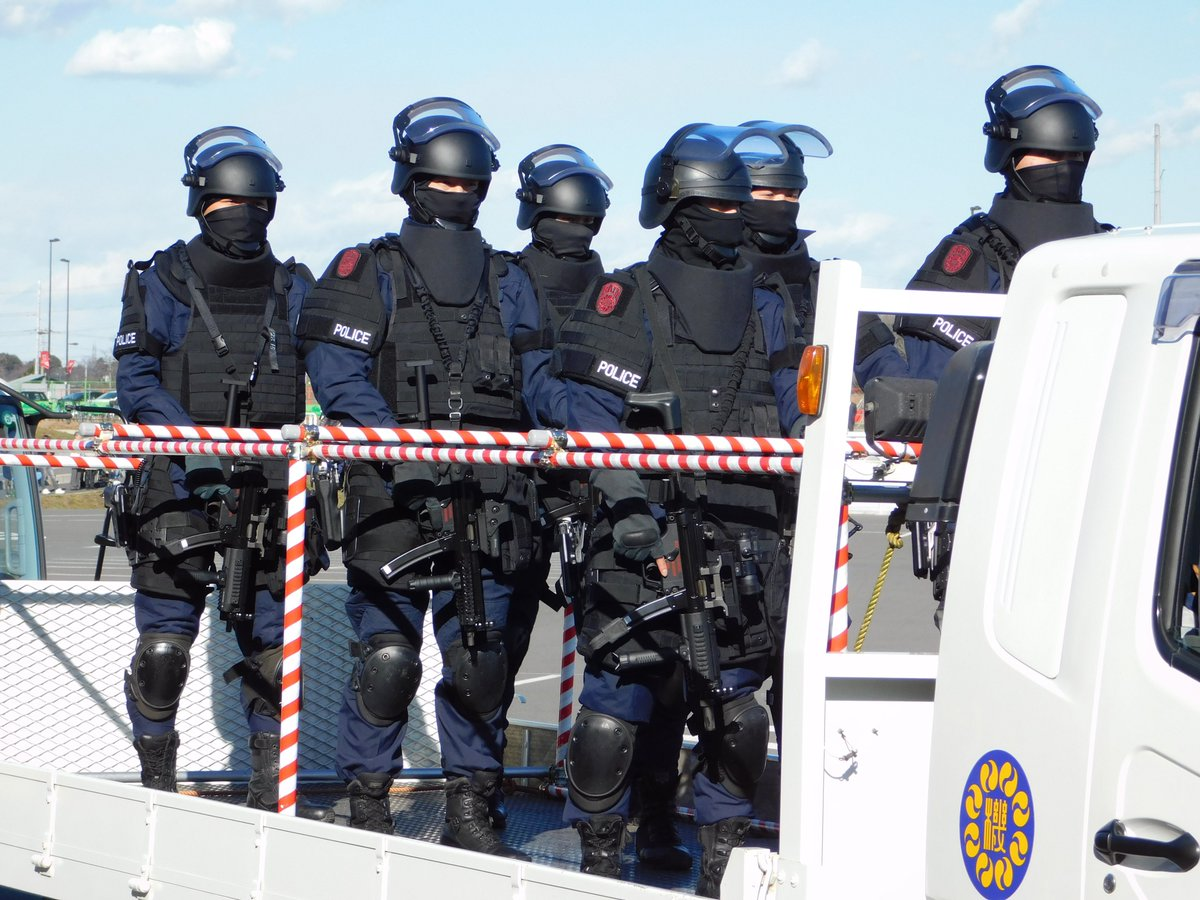
Agenti anti-armi da fuoco della Polizia prefetturale di Saitama.

All'interno dei loro Dipartimenti o Uffici di sicurezza, ciascun dipartimento della polizia prefetturale, incluso il Dipartimento della Polizia metropolitana di Tokyo, mantengono Unità di polizia antisommossa (機動隊?, Kidō-tai). Queste unità non sono solo letteralmente unità di polizia antisommossa, ma anche una specie di forza di pronto intervento per i soccorsi in caso di disastro o altre missioni di emergenza, e i rinforzi per la polizia regolare quando è necessario. I poliziotti antisommossa a tempo pieno possono anche essere integrati da poliziotti regolari addestrati servizi antisommossa.
Anche le operazioni antiterrorismo sono affare dei Dipartimenti di sicurezza. Le Squadre speciali d'assalto sono le unità di livello nazionale e le Squadre anti-armi da fuoco sono le unità locali. Queste unità sono istituite basilarmente all'interno delle Unità di polizia antisommossa, le Squadre speciali d'assalto del Dipartimento della Polizia metropolitana di Tokyo e della Polizia prefetturale di Osaka sono sotto il diretto controllo del loro Ufficio o Dipartimento di sicurezza. Alle Squadre investigative speciali dei Dipartimenti d'indagine penale sono affidate le missioni di polizia contro criminali pesantemente armati eccetto i terroristi, ma in qualche Polizia prefetturale rurale ma molto esperta come quella di Aomori, questi investigatori possono formare un'unità operativa antiterrorismo con agenti in uniforme e specialisti antisommossa.
Le operazioni di queste unità sono supervisionate dall'Ufficio di sicurezza della NPA.

## Condizioni di servizio
L'educazione è posta fortemente in risalto nel reclutamento e nella promozione della polizia. L'entrata nelle forze di polizia è determinata dagli esami organizzati da ciascuna prefettura. Gli esaminandi sono divisi in due gruppi: i diplomati delle scuole secondarie superiori e i laureati delle università. Le reclute subiscono un rigoroso addestramento - un anno per i diplomati e sei mesi per i laureati - presso l'accademia di polizia residenziale annessa al quartier generale prefetturale. Al completamento dell'addestramento di base, la maggior parte degli agenti di polizia sono assegnati alle cabine di polizia locali chiamate kōban. La promozione si consegue per esame e richiede un ulteriore corso. L'addestramento sul servizio fornisce l'educazione permanente obbligatoria in più di 100 campi. Gli agenti di polizia con diplomi di scuola secondaria superiore sono idonei a sostenere l'esame da sergente dopo tre anni di esperienza sul lavoro. I laureati universitari possono sostenere l'esame dopo solo un anno. I laureati universitari sono idonei anche a sostenere l'esame da ispettore, ispettore capo e sovrintendente dopo periodi più brevi dei diplomati di scuola secondaria superiore. Ci sono di solito da cinque a quindici esaminandi per ciascuna sessione.
Circa quindici agenti all'anno passano gli esami interni avanzati e sono ammessi come agenti anziani. Gli agenti sono avviati alle posizioni amministrative e, sebbene alcuni salgano di grado per diventare amministratori anziani, la maggior parte di tali posizioni sono detenute da dirigenti anziani appositamente reclutati.
Le forze di polizia sono soggette a supervisione esterna. Sebbene i funzionari della Commissione nazionale per la pubblica sicurezza generalmente si rimettano alle decisioni della polizia e raramente esercitino i loro poteri per controllarne le azioni o le operazioni, la polizia è passibile di procedimento giudiziario civile e penale e i mezzi di comunicazione ne pubblicizzano attivamente gli eventuali misfatti. L'Ufficio per i diritti umani del Ministero della Giustizia raccoglie e indaga sui reclami contro i funzionari pubblici, inclusa la polizia, e i governi prefetturali possono convocare i capi della polizie locali per rivolgere loro domande. Anche le sanzioni sociali e le pressioni dei colleghi vincolano il comportamento dei poliziotti. Come in altri gruppi lavorativi in Giappone, gli agenti di polizia sviluppano una lealtà al proprio gruppo e una riluttanza a offenderne i principi.

## Gradi
I gradi della polizia giapponese sono undici, di cui uno solo onorario. I loro nomi sono per lo più intraducibili in italiano, o la loro traduzione letterale non ha gradi equivalenti nelle polizie dei Paesi di lingua italiana. Esistono anche nomi ufficiali in inglese, che non hanno alcuna relazione con quelli in giapponese e, benché traducibili letteralmente in italiano, non corrispondono a quelli delle polizie dei Paesi di lingua italiana: ad esempio, il termine "superintendent" è usato per indicare alcuni gradi molto più alti di quelli indicati dal termine "sovrintendente" nella Polizia di Stato italiana.
| N° (dal più alto) | N° (dal più basso) | Nome in giapponese               | Traduzione                                                 | Note | Note | Spallina | Spilla |
| ----------------- | ------------------ | -------------------------------- | ---------------------------------------------------------- | --- | --- | -------- | ------ |
| 1                 | 10                 | Keisatsuchō-chōkan (警察庁長官?) | Commissario generale o Commissaria generale della polizia  | Una persona sola | Una persona sola |          |        |
| 2                 | 9                  | Keishi-sōkan (警視総監?)         | Sovrintendente generale di polizia                         | Il capo della Polizia Metropolitana di Tokyo ha questo grado. | Il capo della Polizia Metropolitana di Tokyo ha questo grado. |          |        |
| 3                 | 8                  | Keishi-kan (警視監?)             | Commissario anziano o Commissaria anziano di polizia       | Può essere: - vice del keishi-sōkan (警視副総監?, Keishi-fuku-sōkan, in inglese Deputy Superintendent General) - direttore di un Ufficio Regionale - capo della polizia di una prefettura grande                                        | Può essere: - vice del keishi-sōkan (警視副総監?, Keishi-fuku-sōkan, in inglese Deputy Superintendent General) - direttore di un Ufficio Regionale - capo della polizia di una prefettura grande                                        |          |        |
| 4                 | 7                  | Keishi-chō (警視長?)             | Commissario o Commissaria di polizia                       | Può essere: - capo della polizia di una prefettura piccola - capo di una divisione inferiore, ad esempio il keijibuchō (刑事部長? lett. "Capo della sezione affari criminali") è il capo dell'Ufficio Investigazione in una prefettura. | Può essere: - capo della polizia di una prefettura piccola - capo di una divisione inferiore, ad esempio il keijibuchō (刑事部長? lett. "Capo della sezione affari criminali") è il capo dell'Ufficio Investigazione in una prefettura. |          |        |
| 5                 | 6                  | Keishi-sei (警視正?)             | Assistente commissario o Assistente commissaria di polizia | Può essere: - direttore di un dipartimento alla centrale di polizia di una prefettura - capo di una stazione di polizia grande | Può essere: - direttore di un dipartimento alla centrale di polizia di una prefettura - capo di una stazione di polizia grande |          |        |
| 6                 | 5                  | Keishi (警視?)                   | Sovrintendente di polizia                                  | Può essere: - direttore di una divisione alla centrale di polizia di una prefettura - capo di una stazione di polizia piccola | Può essere: - direttore di una divisione alla centrale di polizia di una prefettura - capo di una stazione di polizia piccola |          |        |
| 7                 | 4                  | Keibu (警部?)                    | Ispettore capo di polizia                                  | Si può ottenere tramite esami di promozione dall'età di trent'anni. | Si può ottenere tramite esami di promozione dall'età di trent'anni. |          |        |
| 8                 | 3                  | Keibu-ho (警部補?)               | Ispettore di polizia                                       | Si può ottenere tramite esami di promozione. | Ai poliziotti di questi ultimi tre gradi (quattro con quello onorario) ci si può riferire con il termine keiji (刑事?). |          |        |
| 9                 | 2                  | Junsa-buchō (巡査部長?)          | Sergente di polizia                                        | Si può ottenere tramite esami di promozione. | Ai poliziotti di questi ultimi tre gradi (quattro con quello onorario) ci si può riferire con il termine keiji (刑事?). |          |        |
| -                 | -                  | Junsa-chō (巡査長?)              | Poliziotto anziano di polizia                              | Non è un grado con valore legale, ma un'onorificenza conferita agli agenti con anni di esperienza e un lavoro eccellente. Devono insegnare ai giovani agenti.                                                                           | Ai poliziotti di questi ultimi tre gradi (quattro con quello onorario) ci si può riferire con il termine keiji (刑事?). |          |        |
| 10                | 1                  | Junsa (巡査?)                    | Poliziotto di polizia                                      | | Ai poliziotti di questi ultimi tre gradi (quattro con quello onorario) ci si può riferire con il termine keiji (刑事?). |          |        |